# Утка (приток Тагила)
У́тка — река на Урале в Свердловской области России. Устье находится на 241 км по левому берегу реки Тагил, к северо-востоку от города Нижнего Тагила. Длина реки 11 км. В 2,9 км от устья по правому берегу впадает река Ясьва, в её устье устроен пруд с несколькими плотинами.
Высота устья — 157 м над уровнем моря.
Река течёт в лесистой местности, в лесах к северу от Нижнего Тагила с запада на восток, делая поворот к юго-востоку.
Код водного объекта в Государственном водном реестре — 14010501512111200005422.